# يحيى عبد الرسول
يحيى عبد الرسول (1940-) ممثل بحريني دخل المجال عام 1988 من خلال مسلسل سوالف أم هلال .

## أعماله

### المسلسلات
- حزاوينا خليجية
- هوى البحرين
- الحلال والحرام
- أكون أو لا
- الحب المستحيل
- بنات آدم
- عويشة
- السديم
- ليل البنادر
- الديرة نت
- نيران
- سوالف أم هلال
- دروب
- ابن الحداد الجزء الاول
- ابن الحداد الجزء الثاني